# Hormuzd Rassam

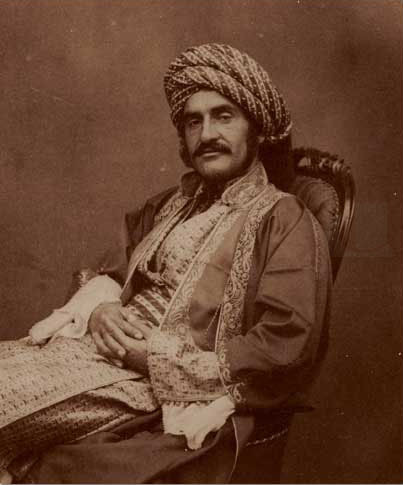
Hormuzd Rassam in Mosul c. 1854.

Hormuzd Rassam, född 1826 i Mosul, död 16 september 1910 i Brighton, var en arkeolog och assyriolog. 
Rassam var Austen Henry Layards assistent och efterträdare som utgrävare i Irak. Han fortsatte arbetet mellan 1853-1854 med att gräva ut Assurnasirpals palats.